# قانون عادي
القانون العادي هو قانون طبيعي، يختلف بشكلٍ عام عن القانون الدستوري، والقانون العضوي، وغيرها من القوانين المماثلة. عادةً ما تكون القوانين الطبيعية تابعة للقوانين الدستورية والأساسية، ومن ثم يسهل تغييرها مقارنةً بالقوانين الدستورية والأساسية؛ إلا إن هذا ليس هو الحال في جميع الولايات القضائية. (فعلى سبيل المثال قضت المحكمة الدستورية الأسبانية ألا تكون القوانين الأساسية أعلى من القوانين الطبيعية؛ وإنما ببساطة تنطبق على أحوالٍ مختلفة. تحكم القوانين الطبيعية عادةً المناطق التي تتعدى نطاق القوانين الدستورية والأساسية.
وفي الأحوال الطبيعية التي تسود فيها الديموقراطية يجب أن تحصل القوانين الطبيعية أولاً على أغلبية بسيطة من أصوات الكونغرس أو البرلمان أو أي سلطة تشريعية؛ ثم يتم التوقيع على القانون من قبل ممثل السلطة التنفيذية. هذا وتختلف عملية التصويت التشريعية اختلافا كبيرًا من ولاية قضائية إلى أخرى: وقد تبدأ هذه العملية من خلال أحد مجالس برلمان من مجلسين، أو من المجلس الوحيد للبرلمان أحادي المجلس، أو من رئيس الحكومة، أو رئيس الدولة، أو من خلال مبادرة شعبية. قد تسمح الولايات القضائية المختلفة أن يتم تقديم القوانين الطبيعية من خلال أحد هذه القنوات، وقد تضع قيودًا تحدد الهيئة التي يحق لها المبادرة بسن أشكال معينة من القوانين (على سبيل المثال: يجب أن يبدأ سن القوانين الخاصة بالضرائب في بعض أنظمة البرلمان ثنائية المجلس في مجلس النواب الخاص بالسلطة التشريعية). في بعض الولايات القضائية، تمتلك السلطة التشريعية القدرة على إلغاء حق النقض التنفيذي عن طريق الأغلبية الساحقة، كما يحق للمصوتين أن يلغوا أحد القوانين عن طريق الاستفتاء.
في ظل أنظمة الدول الاتحادية، قد تشرع القوانين على مستوى دولة ذات سيادة ولكن يتم ذلك أيضًا من خلال محتويات الدستور: كما هو الحال مثلاً في الولايات المتحدة أو في منطقة الحكم الذاتي الأسبانية في إسبانيا.